# Rumex leptocaulis
Rumex leptocaulis là một loài thực vật có hoa trong họ Rau răm. Loài này được Brandbyge & Rech. f. miêu tả khoa học đầu tiên năm 1989.